# Hyperammina
Hyperammina, en ocasiones erróneamente denominado Arhyperammum, es un género de foraminífero bentónico de la subfamilia Hyperammininae, de la familia Hyperamminidae, de la superfamilia Hippocrepinoidea, del suborden Hippocrepinina y del orden Astrorhizida. Su especie tipo es Hyperammina elongata. Su rango cronoestratigráfico abarca el Holoceno.

## Discusión
Clasificaciones previas incluían Hyperammina en la familia Hippocrepinidae, así como en el suborden Textulariina del orden Textulariida

## Clasificación
Se han descrito numerosas especies de Hyperammina. Entre las especies más interesantes o más conocidas destacan:
- Hyperammina elongata
- Hyperammina latissima

Un listado completo de las especies descritas en el género Hyperammina puede verse en el siguiente anexo.
En Hyperammina se han considerado los siguientes subgéneros:
- Hyperammina (Girvanella), también considerado como género Girvanella, de estatus incierto
- Hyperammina (Saccorhiza), aceptado como género Saccorhiza
- Hyperammina (Tolypammina), aceptado como género Tolypammina